# Ротмістрівський кратер
Ротмістрівський кратер (Ротмістрівська астроблема, Ротмістрівська западина) — один із семи вибухових кратерів на території України, що утворилися в результаті падіння космічних тіл.

## Характеристика
Ротмістрівська астроблема (Ротмістрівська западина) розташована поблизу села Ротмістрівка Смілянського району Черкаської області. На гранітах залягає алогенна грубоуламкова брекчія кристалічних порід. В уламках кристалів, включених до скла, спостерігаються ознаки ударних деформацій. Утворення астроблеми можна віднести до пізнього юрського періоду або ранньої крейди. Діаметр кругової структури, окресленої по ізогипсі поверхні цокольного комплексу, становить близько 5 км.
Останнім часом встановлено вибуховий характер Бовтиського і Ротмістрівського кратерів, розташованих на одній лінії із Зеленогайським кратером приблизно на однаковій відстані, близько 40 км, між ними. Однаковий вік цих структур досить імовірний (крейда). Припускають, що ця група кратерів утворилася одночасно в результаті падіння фрагментів метеорита, що розколовся.